# 佐久間信編
佐久間 信編（さくま のぶつら）は、江戸時代中期の旗本。
神田の館において将軍任官前の徳川綱吉に仕え、小姓組を勤めた。延宝8年（1680年）、綱吉の子・徳松の西の丸入りに父と共に従う。徳松逝去後は小普請を勤めた。
元禄2年（1689年）閏正月14日桐間番に列したが、2月13日には小普請に戻された。元禄3年（1690年）2月16日、大番となった。元禄10年（1697年）7月11日、家督（蔵米300俵）を継いだ。元禄15年（1702年）11月4日、大番を辞す。
宝永4年（1707年）11月27日、死去。享年58。
| スタブアイコン | サブスタブ | この項目は、まだ閲覧者の調べものの参照としては役立たない、人物に関連した書きかけの項目です。この項目を加筆・訂正などしてくださる協力者を求めています（P:人物伝/PJ:人物伝）。 |